# والینس کریک (کنتاکی)
والینس کریک (به انگلیسی: Wallins Creek) شهری در ایالت کنتاکی کشور ایالات متحده آمریکا است که جمعیت آن در سرشماری سال ۲۰۱۰ میلادی، ۱۵۶ نفر بوده‌است.